# Bukovník
Bukovník település Csehországban, a Klatovyi járásban. Bukovník Domoraz, Soběšice és Žihobce településekkel határos. Lakosainak száma 65 fő (2024. január 1.).

## Népesség
A település lakosságának változását az alábbi diagram mutatja:
| Lakosok száma | 347  | 390  | 325  | 171  | 121  | 78   | 72   | 70   | 57   | 65   |
|               | 1869 | 1900 | 1921 | 1961 | 1980 | 2011 | 2016 | 2019 | 2021 | 2024 |

## Galéria

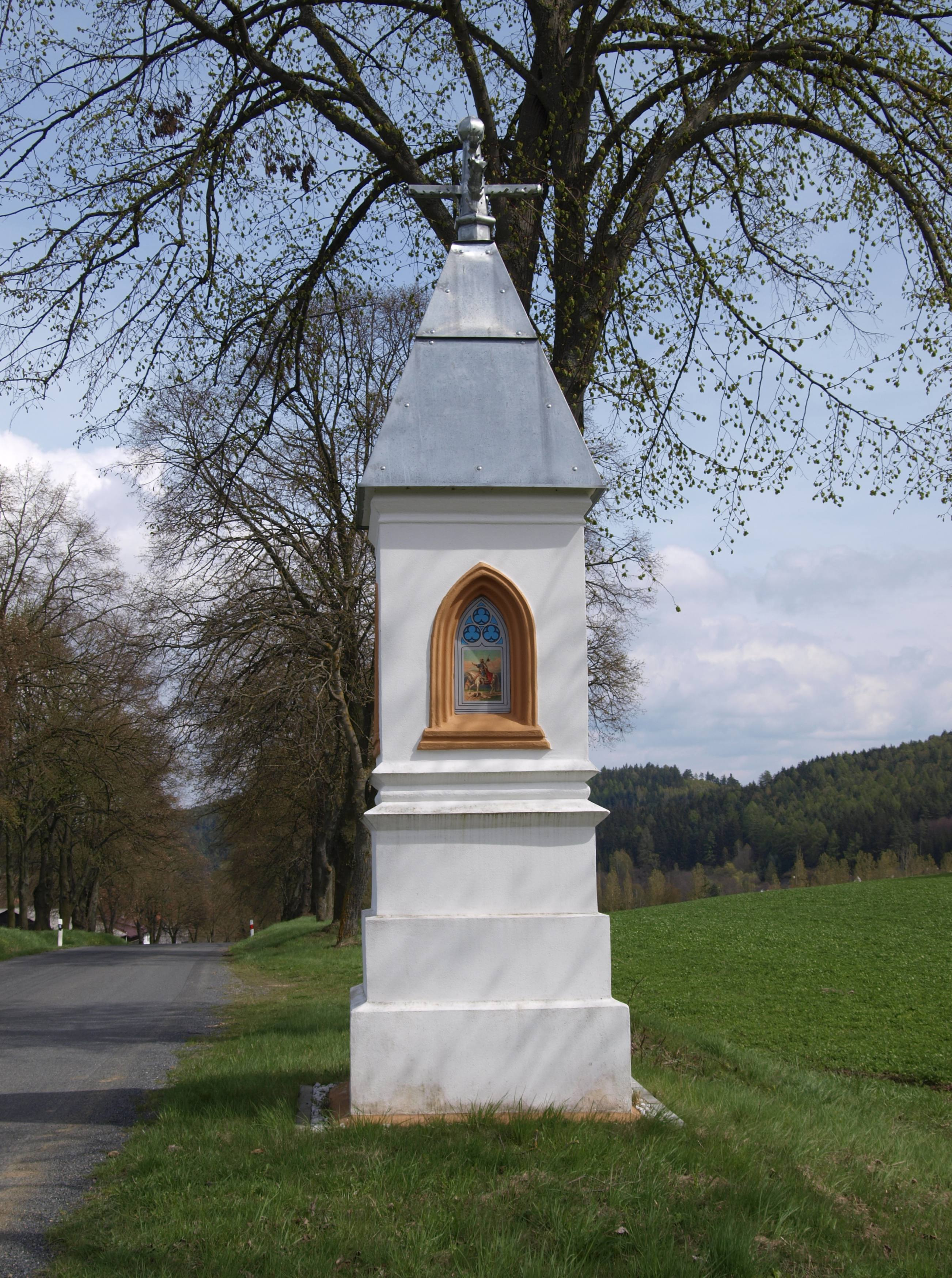
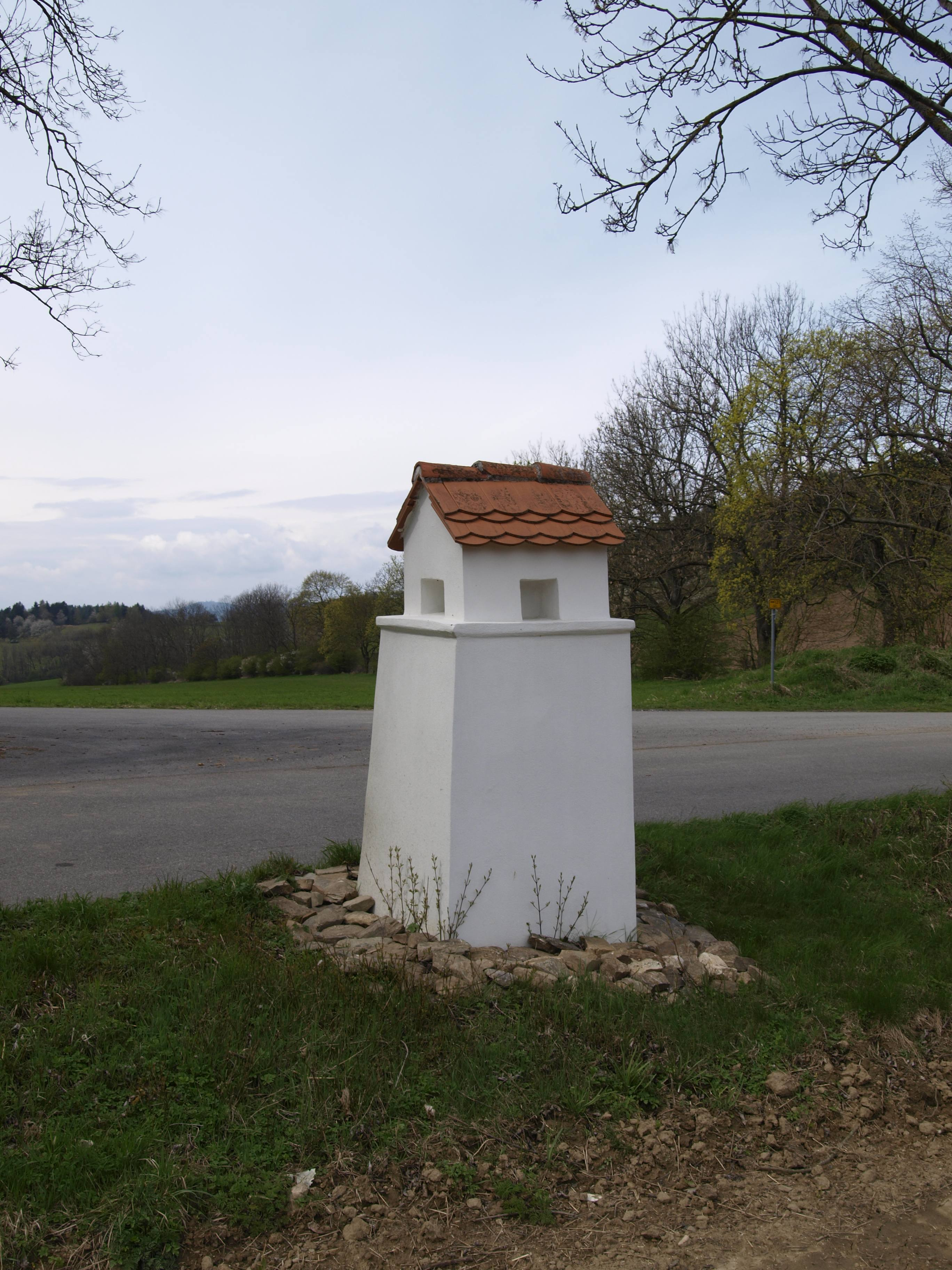